# Mina Valois
Wilhelmina (Mina) Valois (Den Haag, 12 september 1847 – Den Haag, 17 april 1919) was een Nederlands toneelactrice.
Mina Valois was een dochter van kunstschilder Jean Chrétien Valois en actrice Wilhelmina Gerretje Sablairolles. Vader werd tijdens haar jeugd leider van de Koninklijke Schouwburg in Den Haag. Ze was zelf vanaf 1879 tot 1907 getrouwd met acteur Jan Cornelis de Vos, later theaterdirecteur te Rotterdam.
Mina Valois kreeg haar opleiding aan de Vereniging Het Nederlandsch Tooneel, Zij maakte in het seizoen 1878-1879 deel uit van de bijbehorende troupe, waarin grote namen uit de toneelwereld samenkwamen. Onder andere Maria Kleine-Gartman, Christine Stoetz, Theodora Frenkel-Bouwmeester, Sophie van Biene en nicht Anna Sablairolles maakten deel uit van het gezelschap. Het Nederlandsch Tooneel had ook een opleidingsinstituut in beheer aan de Prinsengracht en Marnixstraat 150, alwaar ze twee jaar eerder les had gekregen. 
Volgens de Theaterencyclopedie lag haar actieve periode tussen 1871 en 1885.